# Paradise Oskar

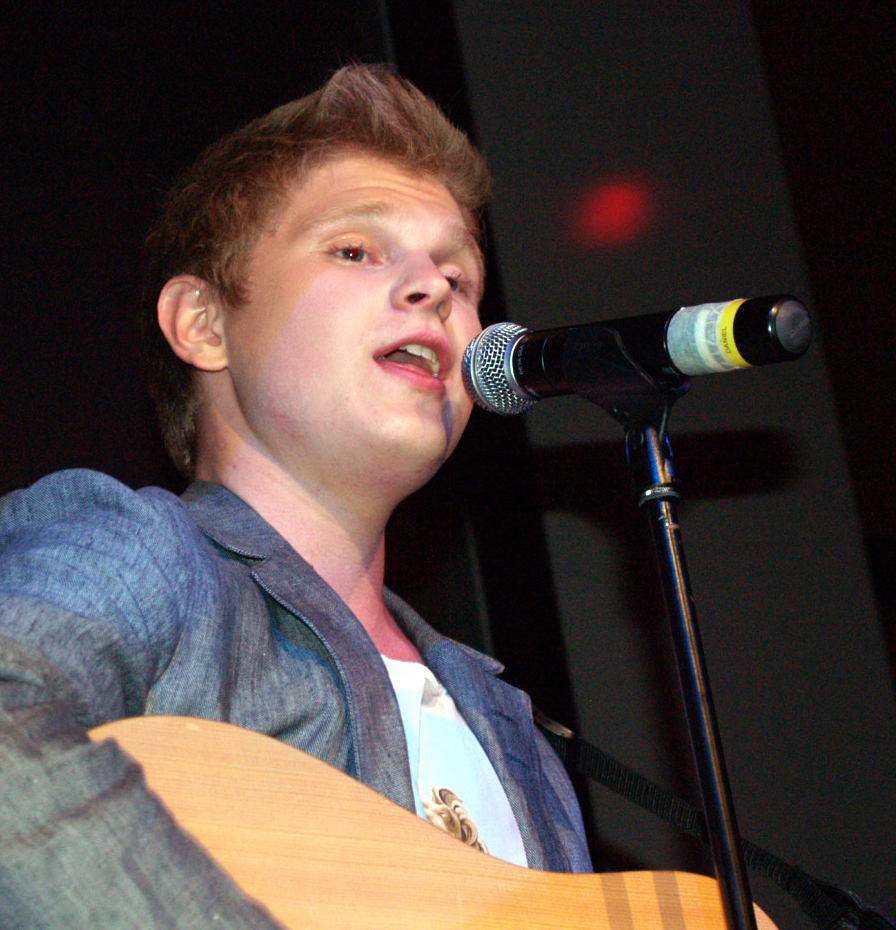
Paradise Oskar (2011)

Paradise Oskar (* 23. Oktober 1990 in Kirkkonummi; eigentlich Axel Ehnström) ist ein finnischer Singer-Songwriter. Er vertrat sein Heimatland beim Eurovision Song Contest 2011 in Düsseldorf und erreichte dort den 21. Platz.

## Karriere

### Beginn als Musiker
Paradise Oskar wurde 1990 in der Region Helsinki als Axel Ehnström geboren. Bei der Wahl seines Künstlernamens ließ er sich von Astrid Lindgrens Kinderbuch Rasmus und der Landstreicher (1956) inspirieren, in dem sich ein Waisenjunge mit dem gutmütigen, Akkordeon spielenden Landstreicher Paradies-Oskar anfreundet. „Ich dachte, er [Paradies-Oskar] führte ein großartiges Leben, einfach umherzuwandern und für Menschen Musik zu machen,“ so Ehnström.
Ohne eine professionelle musikalische Ausbildung begann Ehnström mit etwa zehn Jahren erste eigene Melodien und Texte zu Papier zu bringen. Die meiste Zeit schrieb und spielte Ehnström für sich selbst, nutzte aber „Paradise Oskar“ als Projektnamen, um seine Musik im Internet zu veröffentlichen. Ehnström wurde überwiegend von Singer-Songwritern wie Jimmy Webb, Tom Waits, Brian Wilson oder Bruce Springsteen beeinflusst. Seine Musikrichtung bezeichnet er als moderne Folkmusik mit ein kleines bisschen Pop, „mal mehr, mal weniger“. Da er größtenteils englische Musik hörte, schreibt er seine Songtexte fast ausschließlich in englischer Sprache.
Im Sommer 2010 entstand aus einer Improvisation heraus die englischsprachige Gitarrenballade Da Da Dam, die Ehnström innerhalb von zwei Stunden mit einem eigenen Text versah. Eigenen Angaben zufolge bedeute Da Da Dam nichts, sondern sei ein Symbol der weltweit vorherrschenden Apathie. Mit dem Lied, das von einem kleinen Jungen handelt, der auszieht, um die Welt vor Umweltproblemen zu schützen, bewarb er sich beim Euroviisut, dem finnischen Vorentscheid zum Eurovision Song Contest (ESC). Ursprünglich hatte Ehnström mit der Einsendung seiner selbstproduzierten Demoaufnahme nur auf ein Feedback für seine Musik gehofft. Da Da Dam wurde aber zu seiner eigenen Überraschung für den offenen ESC-Vorentscheid ausgewählt. Daraufhin überarbeitete er das Stück gemeinsam mit dem finnischen Songwriter und Produzenten Leri Leskinen und Da Da Dam wurde erstmals Ende November 2010 öffentlich vorgestellt.

### Sieg beim finnischen ESC-Vorentscheid 2011
Am 21. Januar 2011 trat Ehnström im Rahmen des Euroviisut als Paradise Oskar in der zweiten von drei Vorschlussrunden an, die vom öffentlich-rechtlichen Fernsehsender Yleisradio (YLE) ausgestrahlt wurde. Mit Da Da Dam setzte er sich u. a. gegen Stala & SO. durch und platzierte sich unter den drei beliebtesten Titeln, was ihn für die Finalrunde am 12. Februar in Turku qualifizierte. Dort gelangte Paradise Oskar wiederum ins sogenannte „Superfinale“ der beliebtesten drei Kandidaten, das er vor der Sängerin Saara Aalto (Blessed with Love) gewann. Nach dem Sieg beim finnischen ESC-Vorentscheid erhielt Paradise Oskar einen Plattenvertrag bei Warner Music Finland. Mitte März wurde das Musikvideo zu Da Da Dam veröffentlicht, das im Botanischen Garten von Helsinki entstand. Sein erstes Album Sunday Songs, für das er alle Songs selbst komponierte und verfasste, wurde am 4. Mai 2011 veröffentlicht. Die Lieder seien laut finnischer Kritik im Stile von Ehnströms ESC-Beitrag gehalten und würden unkompliziert und mit einer Prise Sarkasmus Geschichten über Beziehungen und Träume erzählen. Vergleiche wurden zu Anna Puu angestellt, auch wenn das Album ein wenig gedämpfter klänge als die Arbeiten der finnischen Popsängerin.
Eigenen Angaben zufolge soll er nach dem Erfolg beim Euroviisut von der Schwedischen Volkspartei in Finnland (sfp/rkp) eingeladen worden sein, diese bei den Parlamentswahlen 2011 zu vertreten, was er jedoch ablehnte.

### ESC-Halbfinale und -Finale 2011
Durch seinen Sieg beim Euroviisut vertrat Paradise Oskar Finnland beim 56. Eurovision Song Contest am 10. Mai 2011 in Düsseldorf im ersten Halbfinale, wo ihm der Einzug in das vier Tage später stattfindende Finale gelang, das er eröffnete. Dort belegte er mit 57 Punkten den 21. Platz. Bei seinen Darbietungen von Da Da Dam stand er allein vor dem Hintergrund einer riesigen, sich drehenden Weltkugel auf der Bühne und spielte auf einer speziellen Landola-Gitarre, die im Jahr 1964 gefertigt wurde. Auch trägt er bei seinem Auftritt ein Hemd, das aus recycelten Materialien wie Altkleidern und Fallschirmseide besteht.
Paradise Oskar wurde außerdem kurz vor dem Finale mit dem Journalistenpreis der seit 2002 anlässlich des Eurovision Song Contests vergebenen Marcel-Bezençon-Preises ausgezeichnet.

## Privat
Axel Ehnström lebt in Helsinki, wo er im Herbst 2010 ein Studium am dortigen Pop-&-Jazz-Konservatorium begann.

## Diskografie

### Alben
- 2011: Sunday Songs

### Singles
- 2011: Da Da Dam
- 2017: All or Nothing (Lost Frequencies feat. Axel Ehnström)

### Autorenbeteiligungen
- 2016: Madeline Juno – No Words (auf dem Album Salvation)
- 2016: Madeline Juno – Please Don’t Have Somebody Else (auf dem Album Salvation)
- 2016: Madeline Juno – Safe Kind of Sadness (auf dem Album Salvation)
- 2016: Madeline Juno – Yellow Car (auf dem Album Salvation)
- 2016: Madeline Juno – You Know What? (auf dem Album Salvation)